# Georges Mandel

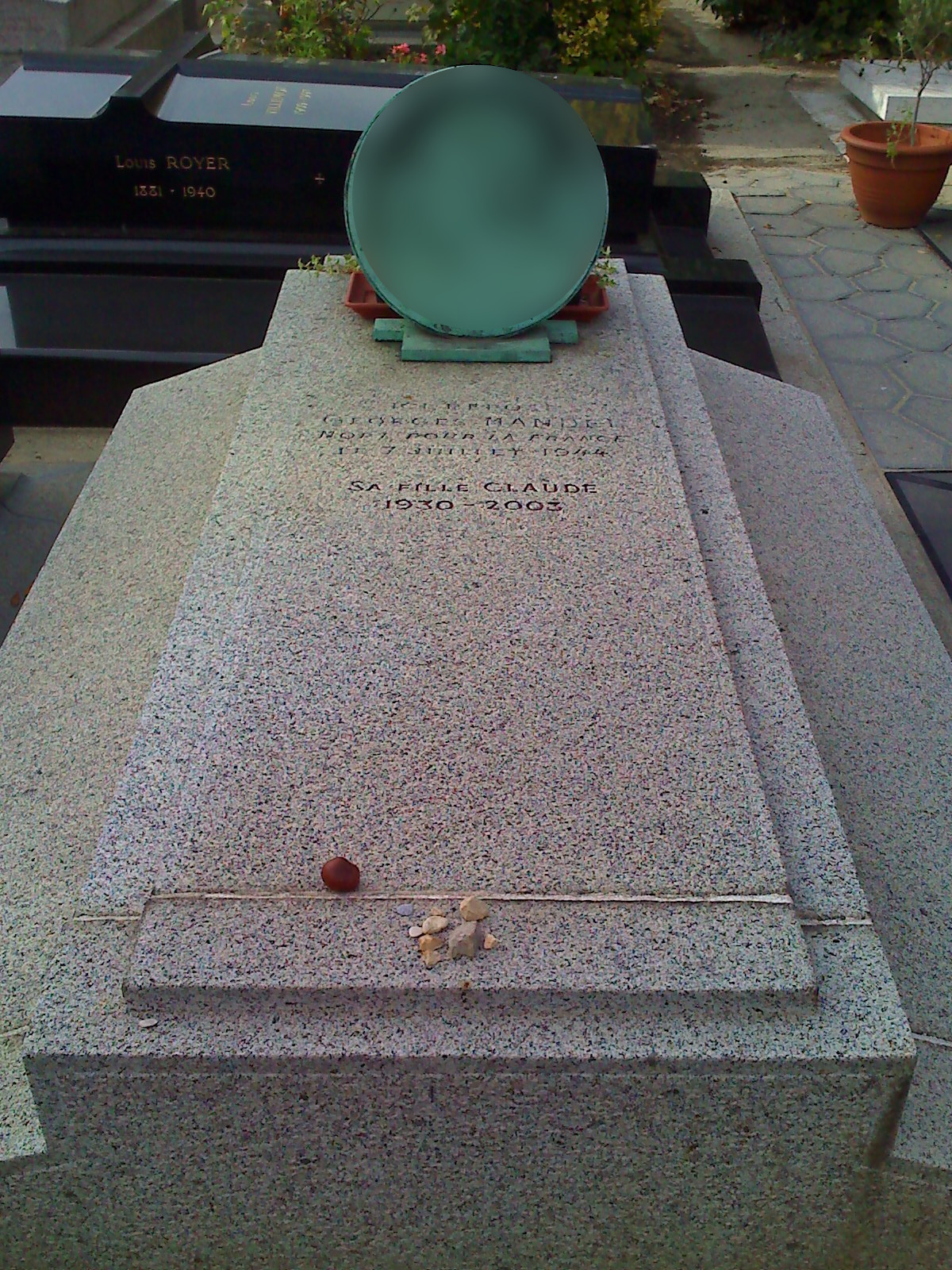
Nagrobek Georgesa Mandela

Georges Mandel (ur. 5 czerwca 1885 w Chatou, zm. 7 lipca 1944 w lesie Fontainebleau) – francuski polityk, dziennikarz i członek francuskiego ruchu oporu w czasie II wojny światowej, pochodzenia żydowskiego.
W latach 1934–1936 pełnił funkcję ministra poczty, telegrafów i telefonów, w latach 1938-1940 był ministrem kolonii, a między 18 maja a 16 czerwca 1940 ministrem spraw wewnętrznych w rządzie Paula Reynauda.
Georges Mandel był zwolennikiem kontynuowania walki z Niemcami pomimo porażki w bitwie o Francję.
8 sierpnia 1940 Mandel został aresztowany w Maroku przez oddziały rządu Vichy, a w listopadzie 1942 przekazany Gestapo. 7 lipca 1944 został zamordowany w lesie Fontainebleau w odwecie za zamach na ministra propagandy Vichy Philippe’a Henriota. Pochowany na Cmentarzu Passy.